# Vladimír Körner
Vladimír Körner (ur. 12 października 1939 w Prościejowie) – czeski prozaik, scenarzysta filmowy i dramaturg.
Urodził się w roku 1939, debiutował w roku 1964. Jego dorobek obejmuje szereg powieści oraz scenariuszy filmowych.

## Twórczość

### Proza
- Střepiny v trávě, 1964
- Slepé rameno, 1965
- Adelheid, 1967
- Písečná kosa, 1970
- Údolí včel, sfilmowano 1969, książkowo 1975
- Zánik samoty Berhof, 1973
- Zrození horského pramene, 1979
- Podzimní novely, 1983
- Lékař umírajícího času, 1984
- Post bellum 1866, 1986
- Anděl milosrdenství, 1988 – sfilmowano 1993 (Anjel milosrdenstva)
- Život za podpis, 1989 – sfilmowano 1989 (Kainovo znamení)
- Psí kůže, 1992, sfilmowano w formie telewizyjnej
- Smrt svatého Vojtěcha, 1993
- Oklamaný, 1994
- Odváté novely, 1995

### Film
- Deváté jméno, 1963
- Místenka bez návratu, 1964
- Údolí včel, 1967
- Adelheid, 1969
- Pověst o stříbrné jedli, 1973
- Sázka na třináctku, 1977
- Silnější než strach, 1978
- Cukrová bouda, 1980
- Zánik samoty Berhof, 1983
- Kukačka v temném lese, 1984
- Stín kapradiny, 1985
- Kainovo znamení, 1989
- Chodník cez Dunaj, 1989
- Svědek umírajícího času, 1990
- Anděl milosrdenství, 1994
- Kuře melancholik, 1999
- Pramen života: Der Lebensborn, 2000
- Krev zmizelého, 2005